# Táborfalva
Táborfalva é uma vila da Hungria, situada no condado de Peste. Tem 42,05 km² de área e sua população em 2019 foi estimada em 3.216 habitantes.